# フィッツ・エア
フィッツ・エア（旧エキスポ・エア）を運行するフィッツ・アビエーション株式会社 (FITS Aviation (Pvt) Limited) は、スリランカの航空会社。 スリランカ国内で定期旅客サービスを運航しているほか、中東、アジア、 アフリカ各都市への国際貨物便も運航している。
前身のエキスポ・エアは、スリランカで最初の国際民間航空機関 （ICAO）附属書要件に基づく認定を受けた航空会社 であり、民間航空省にジャフナへの商用便の運行を初めて認められた会社でもある。

## 歴史
1997年にエキスポ・アビエーションが設立され、スリランカとモルディブの貨物便の運行が開始された。1998年から2機のアントノフAn-8を使用して運行が開始され、その後An-8はAn-12sに置き換えられた。
2001年、エキスポ・アビエーションは、 イリューシンIl-18とアントノフAn-26を使用してジャフナへの国内線運行を開始した。 その後まもなく、エキスポ・エアに社名を変更した。
翌年2002年に、航空会社はオマーン航空から3機のフォッカーF27をリースし、国内での旅客事業としてコロンボ ラトゥマラナ空港からジャフナ パラリ空港への定期便の運航を始めた。
さらにIL-18が2003年から運用を開始し、エキスポ・エアは2004年に客室乗務員訓練を開始した。
2005年、エキスポ・エアはスリランカの民間航空局（CAASL）に国際貨物便の運行を申請。マレ 、 ムンバイ 、 ティルチラーパッリ 、 ティルヴァナンタプラム 、 ハイデラバード 、 ヴィザグ 、 コーチ 、 バンガロール 、 チェンナイ 、 イスラマバード 、 ラホール 、 カラチ 、 カトマンズ 、 チッタゴン 、 ダッカ 、 バンコク 、 クアラルンプール 、 シンガポール 、 ジャカルタ 、 マニラ 、 ドバイ 、 アブダビ 、 シャルジャ 、 マスカット 、 ジェッダ 、 ベイルート 、 カイロ 、そしてオーストラリア 、 アフリカ 、 ヨーロッパの各都市へ短距離路線ではエアバスA320、長距離路線ではエアバスA330とエアバスA340モデルを利用して運行を開始した。  2006年、フォッカーF27を売却し、代わりにダグラスDC-8を購入した。
2012年1月から、エキスポ・エアはラトゥマラナ空港からジャフナ空港への定期旅客便を新型のセスナ208キャラバンで再開。 航空機は12席あり、乗客はジャフナまで１時間以内で行くことができるようになった。

## 就航地

### 国際線
主にバンダラナイケ国際空港を中心に展開している。旅客便は運行しておらず、貨物便のみの運行である。
就航地は以下の通り
| - インドネシア - ジャカルタ - シンガポール - シンガポール - タイ - バンコク - フィリピン - マニラ - マレーシア - クアラルンプール - インド - ヴィシャーカパトナム - コーチ - コーヤンブットゥール - チェンナイ - ティルヴァナンタプラム - ティルチラーパッリ - ハイデラバード - バンガロール - ムンバイ | - ネパール - カトマンズ - バングラデシュ - ダッカ - チッタゴン - モルディブ - マレ - ガン島 - アフガニスタン - カブール - カンダハール - ヘラート - ジャラーラーバード - シャラン - タリンコット - バグラーム - ラシュカルガー - パキスタン - イスラマバード - カラチ - ラホール | - アラブ首長国連邦 - アブダビ（アブダビ国際空港） - アブダビ（アル・ダフラ空軍基地） - シャールジャ - ドバイ - イラク - アルビール - スレイマニヤ - バグダード - バラード - オマーン - マスカット - スムライト - サウジアラビア - ジッダ - レバノン - ベイルート - エジプト - カイロ |

### 国内線
バンダラナイケ国際空港、ラトゥマラナ空港を中心に旅客、貨物の両方を行なっており、2019年9月現在ではラトゥマラナ-バッティカロア便を週2回運行している。
定期便
- バッティカロア
- コロンボ/ラトゥマラナ

チャーター便
- アンパーラ
- アヌラーダプラ
- コロンボ/バンダラナイケ
- ハンバントタ/マッタラ
- ハンバントタ/ウィーラウィラ
- ポロンナルワ（英語版）
- ジャフナ
- カルタラ（貨物のみ）
- ゴール
- シーギリヤ（英語版）
- トリンコマリー
- バブニヤ（英語版）

## 機材
フィッツ・エアは2019年7月現在以下の機材を保有している。
| 機材                             | 総数 | 所属空港                           |
| -------------------------------- | ---- | ---------------------------------- |
| ATR 72                           | 1    | コロンボ                           |
| セスナ 208B グランドキャラバンEX | 2    | コロンボ、ティミカ（インドネシア） |
| エアバス A300                    | 1    | ドバイ                             |
| セスナ 152                       | 1    | コロンボ                           |
| 合計                             | 5    |                                    |

かつて運行していた機材は以下の通り。
- フォッカーF27
- イリューシンIl-18
- ダグラスDC-8-63CF

## その他の事業
フィッツ・エアは、航空事業の他にリース事業、倉庫事業、地上管制事業を行なっている。過去のリース実績は以下の通り。
| 年   | 機材                      | リース元   | リース先           | ドライ/ウェット |
| ---- | ------------------------- | ---------- | ------------------ | --------------- |
| 2005 | F27                       | -          | パキスタン国際航空 | ドライ          |
| 2006 | ダグラスDC-8              | -          | モーリシャス航空   | ウェット        |
| 2007 | F27                       | -          | ミヒン・ランカ     | ドライ          |
| 2008 | ビーチクラフト キングエア | 南アフリカ | 世界食糧計画(WFP)  | サブリース      |